# Hymenophyllum longifolium
Hymenophyllum longifolium là một loài dương xỉ trong họ Hymenophyllaceae. Loài này được Alderw. mô tả khoa học đầu tiên năm 1914.